# Lecteur d'écran
Un lecteur d'écran (également appelé revue d'écran) est un logiciel d’assistance technique destiné aux personnes « empêchées de lire » (aveugles, fortement malvoyantes, dyslexiques, dyspraxiques…) : il retranscrit par synthèse vocale et/ou sur un afficheur braille ce qui est affiché sur l'écran d'un ordinateur tant en termes de contenu que de structure et permet d'interagir avec le système d’exploitation et les logiciels applications.

## Accessibilité des applications et des documents
Le bon fonctionnement d’un lecteur d’écran repose sur des applications correctement construites, qui interagissent avec le système d’exploitation via les API d’accessibilité. Les documents élaborés à l’aide de ces applications doivent également être correctement structurés. Par exemple, pour un document de type texte, doivent être utilisés : les styles de titres, de véritables listes à puces…
Concernant les sites web, la problématique de l’accessibilité a été abordée par la Web Accessibility Initiative (WAI) du World Wide Web Consortium (W3C) qui a produit une série de recommandations, les Web Content Accessibility Guidelines (en), afin d’aider les développeurs de contenu à produire des sites appropriés. 

## Modes de restitution
Il existe deux principaux modes de restitution des informations interceptées par le lecteur d’écran :
- la synthèse vocale
- l'afficheur braille

La synthèse vocale est le mode le plus utilisé, d’une part parce que seule une minorité des personnes déficientes visuelles maîtrise le braille, d’autre part parce que les afficheurs braille sont des dispositifs coûteux.

## Liste de lecteurs d'écran

### Pour ordinateurs

#### Sous Windows
- Jaws[2] ;
- NVDA (NonVisual Desktop Access)[3] (gratuit, sous licence GPL) ;
- myReader (Utilisez votre lecteur d'écran sans clavier... www.myreader.org) ;
- Window-Eyes ;
- Hal Screen Reader ;
- QualiWorld ;
- Narrateur.
- PDF XChange Viewer  (voir fiche outil réalisé par l'APEDA : https://www.apeda.be/layout/uploads/2022/10/Num-6-PDF-X-Change.pdf)

#### SousMac OS X
- VoiceOver[4] (inclus dans le système) ;
- VisioVoice

#### Multiplateforme
- eSpeak projet open source compatible notamment avec Android, Linux, Mac OS et Windows ;
- Microsurf[5] lecteur d'écran sous Chrome compatible notamment avec Mac OS et Windows.

#### Sous Linux et Unix
Les plus connus sont (par ordre alphabétique) :
- BRLTTY (BRaille TTY) et suse-blinux (BLind Linux) : Braille est le format de sortie ;
- ELinks intègre cette fonctionnalité[6] ;
- Emacspeak (en) ;
- Festival Speech Synthesis System ;
- Orca pour GNU/Linux ;
- screader : la synthèse vocale est le format de sortie ;
- speakup : la synthèse vocale est le format de sortie ;
- SRCore (Screen Reader Core) de Gnopernicus : braille et synthèse vocale sont les 2 formats de sortie ;
- YASR (Your All-purpose Screen Reader) : la synthèse vocale est le format de sortie.

### Pour smartphones

#### Sous iOS
- VoiceOver (inclus dans le système).

#### Sous Android
- Honor Voice Engine (inclus dans les téléphones Honor)
- RHVoice
- Talkback (inclus dans les systèmes comportant les outils fermés de Google).